# UCI ProTeam
UCI ProTeam é o termo utilizado a partir do ano de 2020 pela União Ciclista Internacional (UCI) para denominar a uma equipa ciclista da segunda categoria do ciclismo de estrada masculino a nível mundial. Por cima encontram-se as equipas de categoria UCI World Team (máxima categoria a nível mundial) e por baixo as equipas Continentais, considerado a terceira categoria do profissionalismo respectivamente. Estas mudanças criam-se depois de uma reforma ao calendário internacional do ciclismo de estrada integrando-se nas seguintes três divisões: UCI World Tour (máxima divisão a nível mundial), UCI ProSeries (segunda divisão) e Circuitos Continentais da UCI (última divisão).

## Antecedentes
Dentro da reestruturação empreendida pela UCI para 2005 e anos posteriores, decidiu-se criar uma categoria que alberga-se às melhores equipas do mundo que teriam a participação garantida e obrigatória nas melhores carreiras do calendário, agrupadas a sua vez numa nova competição denominada UCI ProTour. Entre 2005 e 2014 o termo usado era UCI ProTeam, pela União Ciclista Internacional (UCI) para denominar a uma equipa ciclista da máxima categoria do ciclismo de estrada masculino a nível mundial. Por abaixo encontravam-se as equipas de categoria Profissionais Continentais e os Equipas Continentais, considerados o segundo e terceiro degrau do profissionalismo respectivamente.
Até 2019 as equipas denominadas Profissionais Continentais ou também chamados coloquialmente Pro Continentais ou ProContis, estavam numa categoria por abaixo das equipas de categoria UCI World Team e portanto pertenciam à segunda divisão do ciclismo profissional, estas equipas estavam conformadas entre 16 e 25 corredores com uma estrutura completamente profissional e uns critérios comuns para todos eles para poder participar nas carreiras mais importantes do calendário UCI internacional.
Para 2020, novamente a UCI realiza uma reforma a todo o calendário internacional do ciclismo de estrada, classificando a todas as equipas com licença da mesma maneira que estabelece o calendário UCI, isto é, se dividem em três divisões com idêntica denominação: UCI World Team para as equipas que participam obrigatóriamente no calendário UCI World Tour, UCI ProTeam (conhecidos anteriormente como Profissionais Continentais) e Equipas Continentais. Ao final da temporada, as equipas receberão uma licença UCI World Tour ou UCI ProTeam extensível a três anos baseada em cinco critérios: ética, administrativa, financeira, organizativa e desportiva. Estes critérios permitem uma comparação entre UCI World Team e novos candidatos que ascendam à máxima categoria.

## Regulamento
A natureza aberta do sistema e o reconhecimento do mérito desportivo estão, portanto assegurados para todas as equipas. Uma das mudanças mais destacadas na refoma ao ciclismo de estrada são as regras de participação para as equipas UCI ProTeam. Portanto, as duas melhores equipas UCI ProTeam terão direito a participar nas Grandes Voltas (o Tour de France, o Giro d'Italia e a Volta a Espanha) baseado na quantidade de pontos obtidos pela equipa no UCI World Ranking do ano imediatamente anterior; como consequência, reduzir-se-á o número de convites distribuídos pelos organizadores. No entanto, mediante o sistema de Wildcards os organizadores podem convidar a outras 2 equipas de categoria UCI ProTeam para um total de 22 equipas de 8 corredores para as Grandes Voltas e de 25 equipas para as outras carreiras. Para as carreiras UCI ProSeries e os Circuitos Continentais da UCI não há limite de participação de equipas, no entanto, as equipas UCI World Team e UCI ProTeam, têm cota limitada para competir de acordo ao ano correspondente estabelecido pela UCI. Finalmente, a quantidade mínima de ciclistas que pode registar uma equipa UCI ProTeam está limitado entre 20 e 30 corredores para uma temporada, por outra parte, as equipas UCI ProTeam continuarão tendo a possibilidade de contratar a corredores neoprofissionais e/ou em formação.

## Equipas
Na temporada de 2020 obtiveram a licença UCI ProTeam 19 equipas. Entraram as novas equipas Fundación-Orbea e o Uno-X Norwegian Development, todos eles subiram desde a categoria Continental (2 ao todo), enquanto as equipas Cofidis, Solutions Crédits e a Israel Cycling Academy subiram à máxima categoria UCI World Team, por outro lado, as equipas que desceram à categoria Continental foram a W52-FC Porto, e a Hagens Berman Axeon; enquanto as equipas Manzana Postobón Team, Roompot-Charles, e a Euskadi Basque Country-Murias desapareceram. Assim mesmo, se produziu a mudança de nome de vários das equipas pela mudança dos suas patrocinadores.
| AFC | Alpecin-Fenix                    | Bélgica        |
| ANS | Androni Giocattoli-Sidermec      | Itália         |
| ARK | Arkéa Samsic                     | França         |
| VCB | B&B Hotels-Vital Concept p/b KTM | França         |
| BCF | Bardiani-CSF-Faizanè             | França         |
| BBH | Burgos-BH                        | Espanha        |
| CJR | Caja Rural-Seguros RGA           | Espanha        |
| CWG | Circus-Wanty Gobert              | Bélgica        |
| FOR | Fundación-Orbea                  | Espanha        |
| GAZ | Gazprom-RusVelo                  | Rússia         |
| NDP | Nippo Delko One Provence         | França         |
| RLY | Rally Cycling                    | Estados Unidos |
| RIW | Riwal Readynez Cycling Team      | Dinamarca      |
| SVB | Sport Vlaanderen-Baloise         | Bélgica        |
| TNN | Team Novo Nordisk                | Estados Unidos |
| TDE | Team Total Direct Énergie        | França         |
| UXT | Uno-X Norwegian Development      | Noruega        |
| THR | Vini Zabù-KTM                    | Itália         |
| WVA | Wallonie Bruxelles               | Bélgica        |